# Кріохімія
Крі́охі́мія (рос. криохимия, англ. cryochemistry) — розділ хімії, де вивчаються закономірності перебігу хімічних реакцій при низьких (70—223 К) та наднизьких (нижче 70 К) температурах, особливістю яких є нівелювання залежності швидкості реакції від температури (наприклад, реакції полімеризації, гідрогалогенування) та велика роль тунельних ефектів.